# Box junction

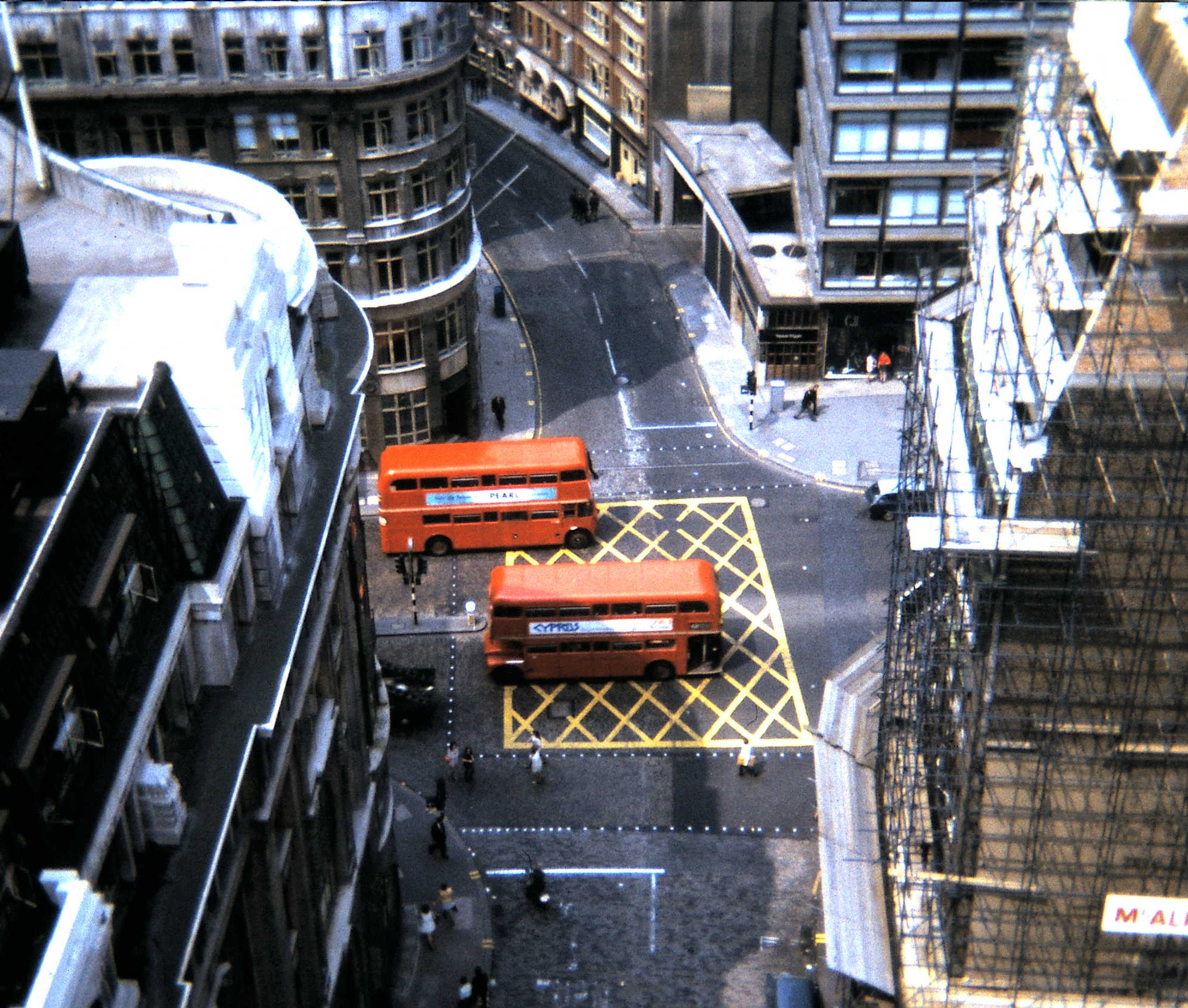
Box junction gialla a Londra nel 1969

La box junction o yellow box junction (letteralmente: "area (gialla) di intersezione"), chiamata anche yellow box ("area gialla") oppure semplicemente box soprattutto negli Stati Uniti d'America, è un particolare tipo di segnaletica orizzontale tracciata per il controllo del traffico veicolare e in particolare per la prevenzione della congestione stradale nelle intersezioni più trafficate e degli ingorghi a scacchiera (gridlock). La box junction fu introdotta nel Regno Unito nel 1967, in seguito ad una positiva sperimentazione condotta a Londra.

## Regola di funzionamento

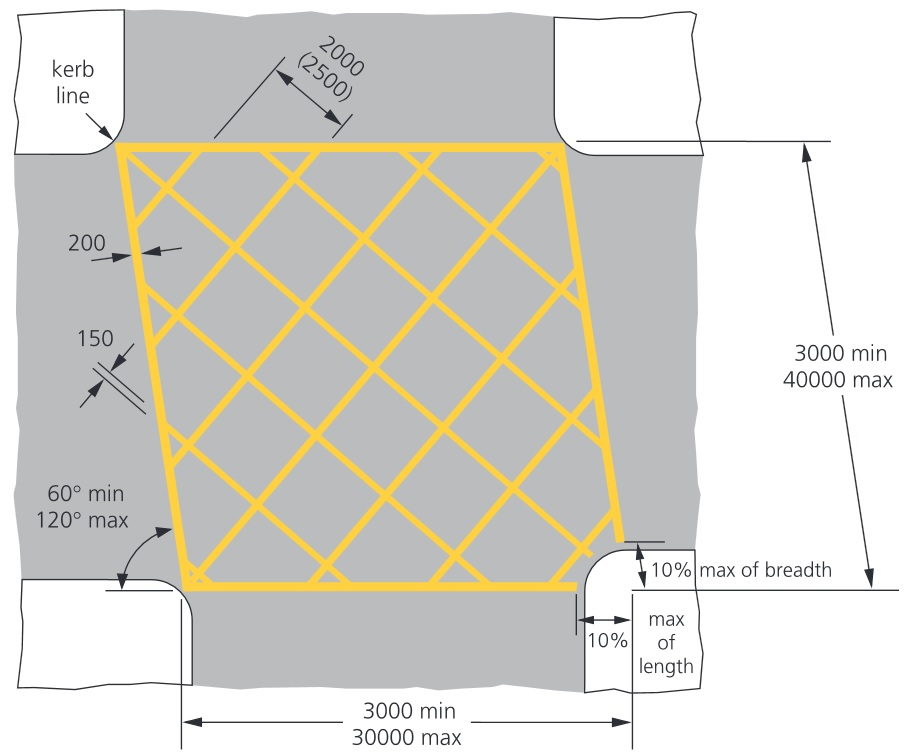
Schema di una Yellow box junction

La superficie centrale dell'incrocio trafficato viene dipinta con un grande quadrilatero (box) al cui interno vi è una griglia di linee diagonali oppure una grande croce baricentrica che parte dagli angoli. Le strisce possono essere tracciate con vernice di colore giallo o bianco a seconda delle norme di circolazione dello Stato.
La regola di funzionamento è semplice: «se non puoi attraversarla, non entrare nella "gabbia"». I veicoli non possono cioè entrare nella zona delimitata fino a quando la propria uscita non è libera; nel caso di svolta che preveda l'attraversamento del flusso in direzione opposta, per esempio la svolta a destra in Inghilterra, un solo veicolo può entrare nell'area gialla se la via di uscita è libera ed aspettare il suo turno finché non si esaurisce il traffico passante nella direzione opposta.

## Diffusione
Sia in Irlanda sia nel Regno Unito dove i veicoli circolano a sinistra, gli automobilisti possono entrare nella box e aspettare per svoltare a destra, ma solo quando il traffico proviene dalla direzione opposta o vi sono altri veicoli in attesa di svoltare nella stessa direzione.
Simile segnaletica a griglia può essere dipinta anche in altri ambiti stradali che devono mantenersi liberi dal traffico congestionato, come ad esempio le uscite e i passi carrai dei depositi dei veicoli di emergenza oppure in prossimità dei passaggi a livello.
La box junction è molto utilizzata nelle strade di alcuni paesi europei come Cipro, Irlanda, Malta, Portogallo, Regno Unito, Repubblica Ceca e Serbia; è altresì presente in alcune zone degli Stati Uniti d'America, tra cui la città di New York e il Colorado, e altri paesi tra cui Brasile, Canada, Filippine, Hong Kong, Indonesia, Malaysia, Singapore, Sudafrica e Taiwan.
Le box junction si trovano anche nei punti di transito pedonale più affollati delle stazioni della metropolitana di Londra.

## Sanzioni
(Highway Code - article 174)

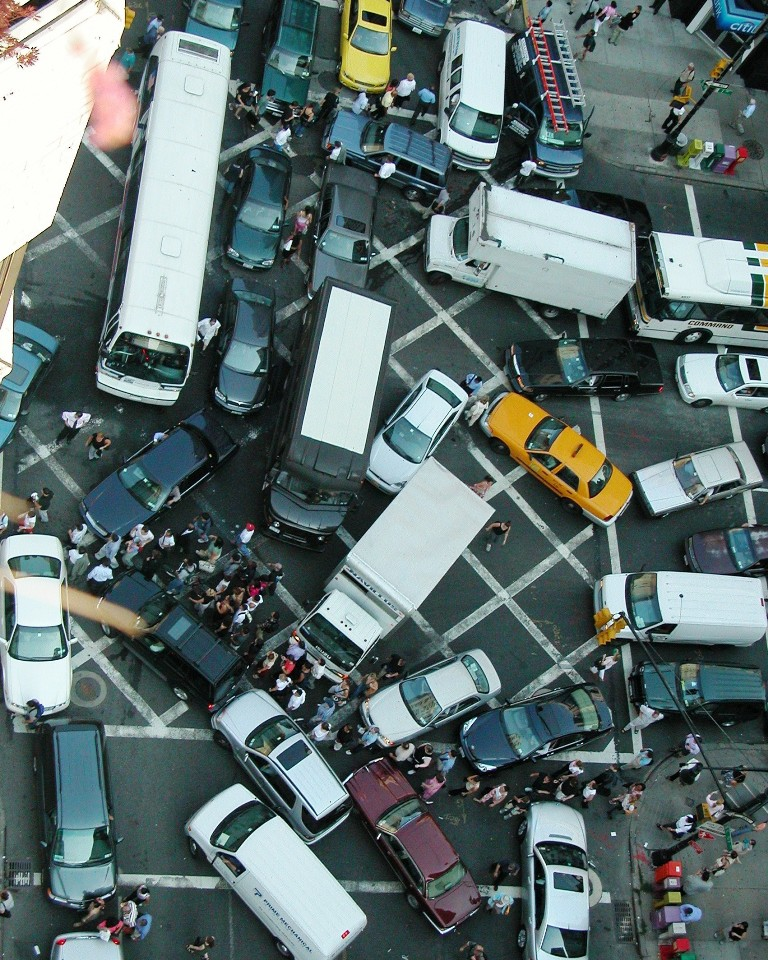
L'uso scorretto della box junction può creare ingorghi a catena, come in questo tipico gridlock a New York

Entrare illecitamente in una box junction, cioè quando la via d'uscita non è libera oppure accodandosi ad un altro veicolo già fermo all'interno oppure fermandosi anche solo parzialmente nella griglia, ad esempio solo con le ruote anteriori, è sanzionato dall'articolo 174 del codice della strada del Regno Unito con una sanzione pecuniaria di 120 sterline (circa 138,80 euro), ridotte a 60 £ (69,40 €) se pagate entro 14 giorni.
Negli incroci più trafficati della città di Londra sono state installate numerose telecamere e sensori che rilevano automaticamente le infrazioni commesse degli automobilisti. Nel 2015 l'ente Transport for London ha incassato 6,5 milioni di sterline con le contravvenzioni automatizzate e, per questo motivo, è stata accusata di "mungere" gli automobilisti. Dal 2010 al 2016 la municipalità di Hammersmith e Fulham ha incassato 12 milioni di sterline in sette anni con questo sistema automatizzato.

## Equivalenti

Segnale stradale usato in Cile che impone il divieto di bloccare gli incroci.

Sempre nel Regno Unito è diffusa per finalità simili anche un altro tipo di segnaletica orizzontale costituita dalla scritta bianca "KEEP CLEAR" (tenere sgombro).
In Australia, Nuova Zelanda e Unione europea le norme di circolazione prevedono che ogni intersezione stradale sia equivalente ad una box junction: l'automobilista infatti non può impegnare l'incrocio finché lo spazio di uscita dall'altro lato è occupato, a prescindere che vi sia o no una specifica segnaletica. Nell'Unione europea questa regola si applica anche negli incroci semaforici in cui la corsia d'attesa si interseca con altre strade minori precedenti il semaforo. Analogamente in caso di traffico congestionato non è mai consentito ad alcun veicolo di fermarsi sulle strisce pedonali e, per ovvi motivi di sicurezza, al passaggio a livello sui binari ferroviari o tranviari.

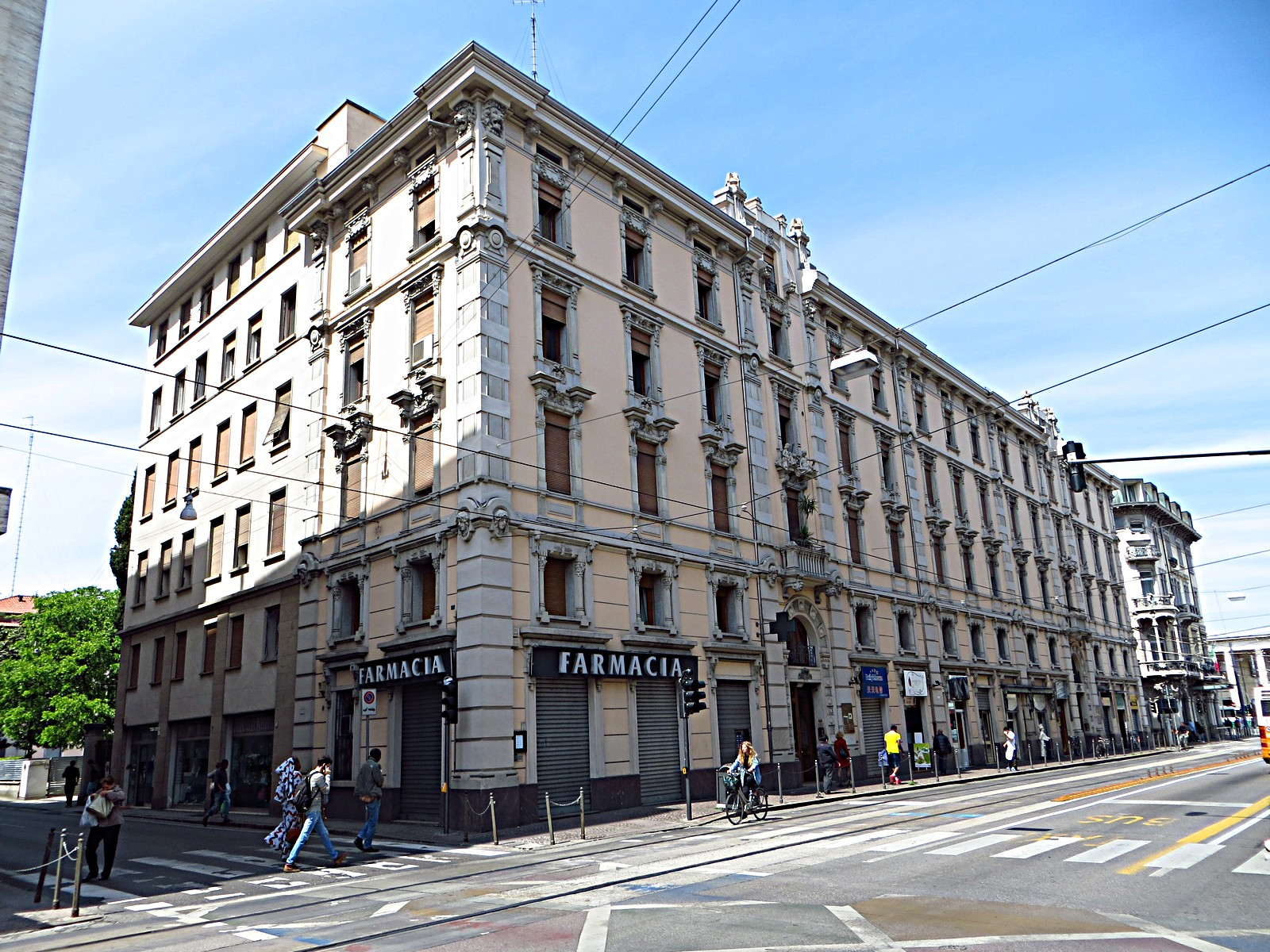
Box junction a Padova

Ad esempio, in Italia l'articolo 145, comma 7 del Nuovo codice della strada stabilisce che: 
Per la violazione di questa norma di circolazione è prevista la sanzione amministrativa da euro 162 a euro 646 e in caso di reiterazione della stessa violazione, in un periodo di due anni, consegue anche la sospensione della patente da uno a tre mesi
Nel caso di arresto della circolazione, in Svizzera il conducente non può fermarsi sul passaggio pedonale e, alle intersezioni, sulla carreggiata usata dai veicoli che circolano in senso trasversale. In caso di infrazione è prevista una multa disciplinare di 60 franchi svizzeri (pari a 65 euro circa).
La stessa regola si applica in ogni incrocio della Russia.
Al fine di prevenire gli ingorghi stradali, in molti stati degli USA le normative stradali vietano di impegnare incroci, passaggi a livello e attraversamenti pedonali fino a quando l'autista non è sicuro di liberare subito l'area interessata. Non vi è una speciale segnaletica per indicare questa regola, tranne a New York e altre città, ma alcune amministrazioni hanno lanciato la campagna Don't block the box ("non bloccare l'area") e installato avvisi e pannelli informativi in prossimità di incroci problematici, per aumentare la consapevolezza dell'esistenza di questa norma che prevede sanzioni fino a 500 dollari e sottrazione di due punti dalla patente di guida, o altre sanzioni a seconda del singolo Stato.